# 굴리스탄 조약

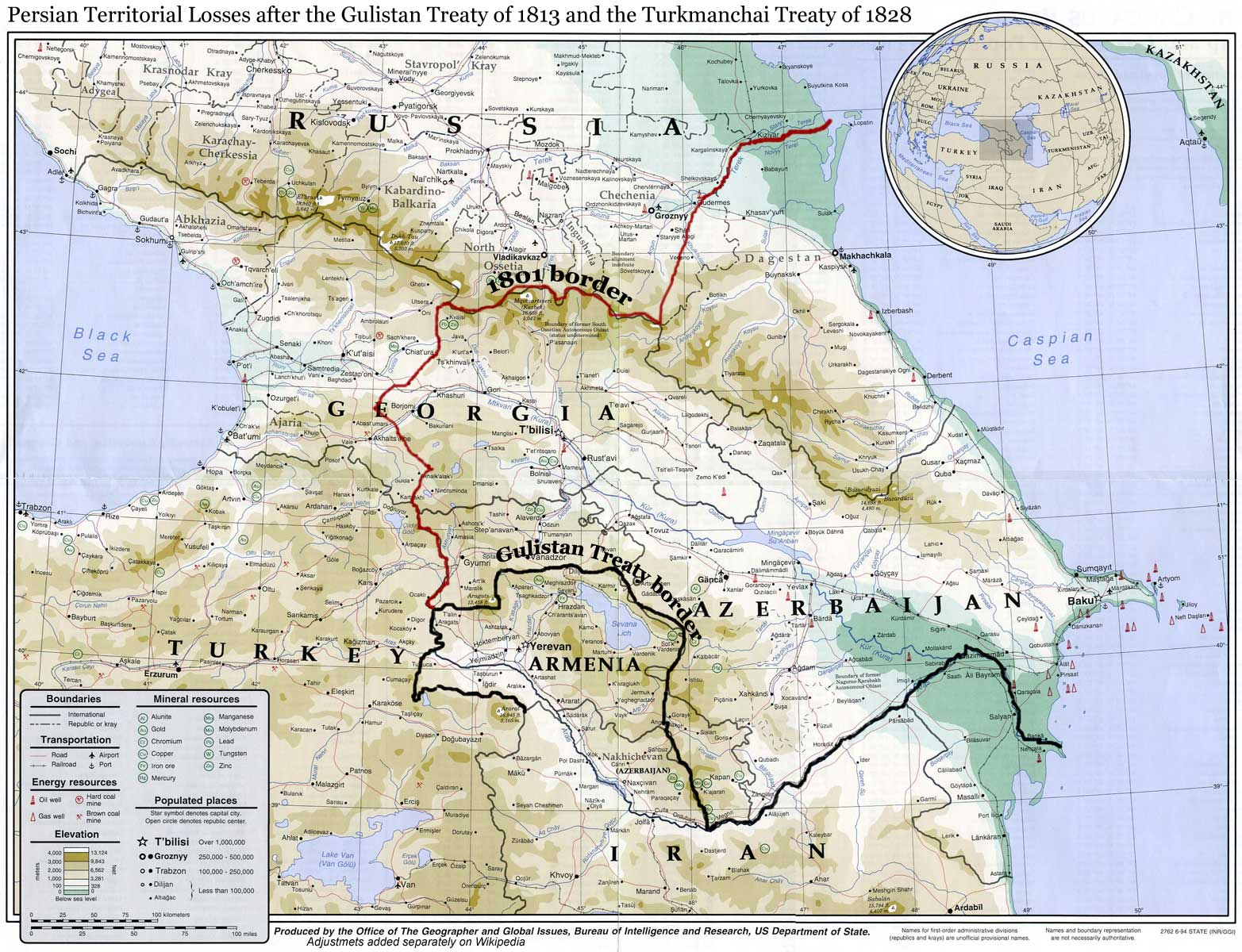
굴리스탄 조약에 따른 영토 변경

굴리스탄 조약(영어: Treaty of Gulistan, 러시아어: Гюлистанский договор, 페르시아어: عهدنامه گلستان) 또는 골레스탄 조약(- Golestan)은 1813년 10월 24일 굴리스탄 마을(오늘날 아제르바이잔 고란보이구 귈뤼스탄)에서 체결된 러시아 제국과 이란 카자르 제국 간의 평화 조약으로, 1804년부터 1813년까지 벌어진 첫 러시아-페르시아 전쟁을 종결지었다. 평화협상은 1813년 1월 1일 러시아의 표트르 코틀랴렙스키 장군이 랜캐란 공성전을 성공시킴에 따라 촉진되었다.
이 조약에 따라 페르시아 제국은 러시아에 캅카스 영토 대부분을 할양하게 되었다. 이 영토는 오늘날의 다게스탄, 조지아 동부, 아제르바이잔 대부분, 아르메니아 일부 지역에 해당한다. 또한 이 조약은 이어지는 또다른 러시아-페르시아 전쟁 (1826년~1828년) 발발의 직접적 원인이 되었으며, 이 전쟁에 따른 투르크멘차이 조약에 의해 이란은 오늘날의 아르메니아와 아제르바이잔 나머지 영토에 해당하는 지역을 잃으며 캅카스에서 영향력을 상실했다.